# Supíkovice
Supíkovice är en ort i Tjeckien.   Den ligger i regionen Olomouc, i den östra delen av landet, 200 km öster om huvudstaden Prag. Supíkovice ligger 414 meter över havet och antalet invånare är 693.
Terrängen runt Supíkovice är kuperad söderut, men norrut är den platt. Terrängen runt Supíkovice sluttar norrut. Runt Supíkovice är det ganska tätbefolkat, med 52 invånare per kvadratkilometer. Närmaste större samhälle är Jeseník, 8,4 km söder om Supíkovice. I omgivningarna runt Supíkovice växer i huvudsak blandskog.